# Colette Piat
 (août 2014).
Pour les articles homonymes, voir Piat (homonymie).
Colette Piat, née à Paris le 6 septembre 1927 , est une romancière, essayiste et biographe française. Sous le pseudonyme de Patricia Lumb, elle signe des romans policiers de la série Lady Blood.

## Biographie
Fille de Paul Blum, dermatologue et médecin hospitalier, elle s’oriente vers des études de droit et soutient en 1958 une thèse de doctorat en droit intitulée La protection des créations dans le domaine de la couture et de la mode. Ses premières apparitions télévisées datent de 1969 lorsque, aux côtés d’Alain Poher, elle défend le « non » au référendum sur la réforme du Sénat et la régionalisation proposé par de Gaulle. Avocate à la Cour d’appel de Paris, lauréate du prix d’improvisation et secrétaire de la Conférence du stage, Colette Piat abandonne soudainement le barreau à la suite du suicide d’un client, ce dernier n’ayant pu obtenir la garde de son fils. Elle décide alors de se consacrer uniquement à l’écriture. Elle publie son premier livre à succès, Une robe noire accuse, en 1976. Ce pamphlet contre la justice largement nourri de son expérience d’avocate signe le commencement de sa carrière littéraire. Invitée sur divers plateaux de télévision, elle est notamment l’invitée de Bernard Pivot une émission d’Apostrophes en 1977 et participe aussi à l’émission Procès aux côtés de Simone Veil.
Elle est l’épouse de Henri Jacques Darrort, artiste dessinateur avec lequel elle a coécrit Construire la mer en 1982.
Outre ses biographies, notamment sur Jacques Higelin, Le Père Joseph et Colette et Willy, qui font référence, plusieurs de ses romans sont consacrés au voyage et à la mer (en particulier la série historique Les Filles du roi), ou sont des fictions plus « leste », comme la série policière Lady Blood, écrite en partie sous le pseudonyme de Patricia Lumb. Certains romans, plus personnels, mettent en scène les Juifs de France, tels que Adieu Moïse, ou encore son ouvrage le plus récent, Requiem pour un Ashkénaze.
À ce jour, Colette Piat est l’auteur de plus de cinquante ouvrages, romans historiques, biographies, pamphlets, ou encore romans policiers. 

## Œuvres

### Romans

#### Série historiqueLes Filles du Roi
- Les Filles du Roi, Éditions du Rocher, 1998
- Les Filles du Roi II : Dans les plaines d’Abraham, Éditions du Rocher, 1999

#### Série policièreLady Blood

##### Signée Colette Piat
- Lady Blood, Édition Denoël, coll. « Sueurs froides », 1982[3]

##### Signée Patricia Lumb
- Lady Blood à Boston, Édition Denoël, coll. « Sueurs froides », 1984
- Lady Blood à Tokyo, Édition Denoël, coll. « Sueurs froides », 1991

#### Autres publications
- La Protection des créations dans le domaine de la couture et de la mode, Enseignement et perfectionnement techniques, Librairie du Journal des notaires et des avocats, coll. « Comment faire » no 16, 1959
- Histoires d’amour des provinces de France : la Normandie, Presses de la Cité, 1975
- Une robe noire accuse, Presses de la Cité, 1976
- Elles, les travestis : la vérité sur les transsexuels, Presses de la Cité, 1978 ; réédition, Presses Pocket no 1853, 1979  (ISBN 2-266-00811-0)
- Mémoires de Clotilde, Flammarion, 1978
- L’Homme à la casse, Presses de la cité, 1979
- La Maison-bouteille, Flammarion, 1979
- La République des misogynes, Plon, 1981
- La Carcéralité aminotique, Éditions Pariente, 1981
- Construire la mer (écrit en collaboration avec Jacques Darrort), Éditions Pen Duick, 1982 ;
- Quand on brûlait les sorcières, Presses de la Cité, 1983 (traduit en allemand)
- Julien et Marguerite : les amants maudits de Tourlaville, Albin Michel, 1985
- Thérèse Figueur ou la Vraie Madame-Sans-Gênes, Albin Michel, 1986
- Il fait bien vivre, Denoël, 1986
- Marion Delorme : chroniques impertinentes, Grasset, 1987
- Le Père Joseph ou le Vrai Maître de Richelieu, Grasset, 1988
- Adieu Moïse, Belfond, 1991 ; réédition, Presses Pocket no 3984, 1992  (ISBN 2-266-04813-9)
- Le Matelot des fleuves (écrit en collaboration avec Raymonde Maillet), Éditions Payot & Rivages, 1998
- La Liqueur de vipère, Éditions l’Harmattan, 2000
- Paroles d’Immortels (écrit en collaboration avec François Léotard et Patrick Wajsman), Éditions Ramsay, 2001
- Panama, Éditions du Rocher , 2001
- La Louve de Vichy, Édition du Rocher, 2002
- Noël au Connecticut, Éditions l’Harmattan, 2003
- Waterloo-Texas, Édition du Rocher, 2004
- Justice Circus, Éditions l’Harmattan, 2005
- Mohamed, mon frère (écrit en collaboration avec Mohamed Lhouci), Le Serpent à Plumes, 2005
- Mémoires insolents de Désirée Clary, Édition du Rocher, 2006
- Colette et Willy, Éditions Alphée, 2009
- Jacques Higelin : champagne pour tous !, Éditions Alphée, 2010
- Requiem pour un Ashkénaze, éditions Atlande, 2012

## Pièces de théâtre
- Des voisins bien tranquilles
- Les Corbeaux
- L'Histoire d’Antoine
- Le Bouton de Monsieur Albert
- Le Retour de Raymond Chirondelle
- L'Ascenseur à paillettes
- Le Gendarme et le Comédien
- La Dictée de Myrtille
- Lady Jane (avec Ghislaine Schoeller)
- Le Retour de Conrad
- L'Impromptu du Père Joseph
- Sainte Carabine (Tréteaux de Minuit)
- L'Affaire du Bedon charentais
- L'ÉÉcole des Hommes
- Joséphine à la Malmaison
- Une superbe occasion
- Le Souffleur
- La Soirée des petits couteaux
- Les Distractions d’Honorine
- Un si charmant anthropophage
- Les Riches heures de Rueil-Malmaison , Une heure et demie – Son et lumière – Plusieurs années
- Une superbe occasion
- Les Distractions d’Honorine
- Le Véritable d’Artagnan (TV)
- Ghislaine ou la réussite
- L'analyste habite au 21
- Ne vous dérangez pas pour moi
- L'Économe
- Une folie ordinaire
- Le Divertissement de Bénerville
- Le Souffleur
- La Génération Amazone (Dramatiques de Minuit)
- Un fauteuil authentique
- Odile et l'Écossais
- L'Affaire Casimir
- Rock et Domano
- Le Nombre de Monsieur Guérin
- Charybde et Scyla
- L'Inspecteur Stevenson
- L'Heure de New York
- Les Mensonges de Paturier
- Transsexuels - Participation débat radiophonique
- Le bBonheur de Sophie
- La Galerie vingt-cinq
- Voyage en Mésopotamie
- Jupiter et la Clef
- Soirée de Charles
- Histoire de l'aviation : Maryse Bastié, Jacqueline Auriol, Hélène Boucher, Francis Chichester, Jacqueline Cochecran (5 émissions)
- Louise Labbé - Emission avec Patrice Galbeau, Patrick Liegibel – Lyon TV (INA)
- L'École des Hommes (France Inter et Théâtre Montparnasse –Prix Beaumarchais)
- Désirée Clary, complice de l’Histoire (Patrick Liegibel)
- L'Affaire Caillaux
- Delphine de Custine et Chateaubriand (FR3)
- La Fugue de l’Organiste d’Honfleur
- Le Départ de Paul Réduit
- L'Étrange Aventure de Perne
- Les Mensonges de Paturin
- Lady Cecilia
- L'Arrivée de Charles Edouard
- Le Fantôme d’Elodie
- Les Pendules de Monsieur Seguin
- L'Affaire Casimir (Dramatiques de Minuit)
- Coloquinte ou l’imposteur
- Une tasse de lait dans un nuage de sang
- Aspirine ou la colère des Dieux (tragédie « grecque » en alexandrins)
- L'Impromptu de Patrick
- Le Dromadaire ébloui

## Sources
- Claude Mesplède (dir.), Dictionnaire des littératures policières, vol. 2 : J - Z, Nantes, Joseph K, coll. « Temps noir », 2007, 1086 p. (ISBN 978-2-910-68645-1, OCLC 315873361) (notice Patricia Lumb).